# Дабрун
Дабрун (нем. Dabrun) — коммуна в Германии, в земле Саксония-Анхальт. 
Входит в состав района Виттенберг. Подчиняется управлению Кемберг.  Население составляет 681 человек (на 31 декабря 2005 года). Занимает площадь 18,62 км². Официальный код  —  15 1 71 013.
Коммуна подразделяется на 3 сельских округа.